# Drehzahlsteifigkeit
Drehzahlsteifigkeit ist die Ableitung des Drehmomentes nach der Drehzahl.
Ein drehzahlsteifer Antrieb ändert bei wechselnder Belastung seine Drehzahl wenig.
Drehzahlsteifigkeit kann durch das Prinzip des Antriebs gegeben sein, Beispiel Nebenschlussmotor, oder durch externe Regelung erreicht werden.